# 道の駅グリーンロード大和
道の駅グリーンロード大和（みちのえき グリーンロードだいわ）は、島根県邑智郡美郷町長藤にある国道375号の道の駅である。

## 施設
- 駐車場：25台
  - 普通車：20台
  - 大型車：5台
  - 身障者用：2台
- トイレ
  - 男：大 3器・小 7器
  - 女：5器
  - 身障者用：2器
- 公衆電話：1台
- レストラン
- 喫茶店（グリーンロード375）
- 売店
- 休憩所
- 情報コーナー
- ベビーベッド
- 郵便ポスト（粕淵郵便局）

## 休館日
- 年末年始

## アクセス
- 国道375号 - 登録路線
- 島根県道55号邑南飯南線

## 周辺
- 江の川
- 蟠龍峡